# Onitsha
Onitsha város Nigéria déli részén, a Niger folyó keleti partján, Anambra államban.
Agglomerációjának népessége kb. 1 millió fő 2015-ben.
Kereskedelmi központ, ahol főleg pálmaolajjal, kasszavával, szárított hallal, rizzsel, zöldségfélékkel és feldolgozott termékekkel kereskednek.
A katolikus Onitshai főegyházmegye székhelye.

## Híres személyek
- Itt élt Francis Arinze (1932) katolikus püspök, bíboros
- Itt született Austin Ejide (1984) labdarúgó
- Itt született Francis Obikwelu (1978) sportoló
- Itt született Pascal Madubuezi (1978) labdarúgó

## Fordítás
- Ez a szócikk részben vagy egészben  az   Onitsha című angol Wikipédia-szócikk fordításán alapul.  Az eredeti cikk szerkesztőit annak laptörténete sorolja fel. Ez a jelzés csupán a megfogalmazás eredetét és a szerzői jogokat jelzi, nem szolgál a cikkben szereplő információk forrásmegjelöléseként.